# Gesamtdeutschland
Als Gesamtdeutschland bezeichnete man einerseits den trotz der bedingungslosen Kapitulation 1945 fortbestehenden, bisher Deutsches Reich genannten handlungsunfähigen Gesamtstaat, der nach dem politischen Zusammenschluss des durch das Potsdamer Abkommen und den Ost-West-Konflikt geteilten Deutschlands die zwischenzeitlich entstandenen staatlichen Teilordnungen (bzw. Teilstaaten) in einer neuen gesamtdeutschen Ordnung wieder ablösen sollte.
Andererseits stand er bis 1990 für Deutschland in den Grenzen von 1937, also mit Einbeziehung der Ostgebiete des Deutschen Reiches, sowie zusammenfassend für die damalige Bundesrepublik Deutschland, die DDR und Berlin.

## Wortgebrauch in der Zwischenkriegszeit
Gesamtdeutsch wurde in der Zwischenkriegszeit als Ausdruck für die historische Verbundenheit Deutschlands mit Österreich verwendet und um ein Großdeutschland zu fordern.

## Wortgebrauch in der Nachkriegszeit

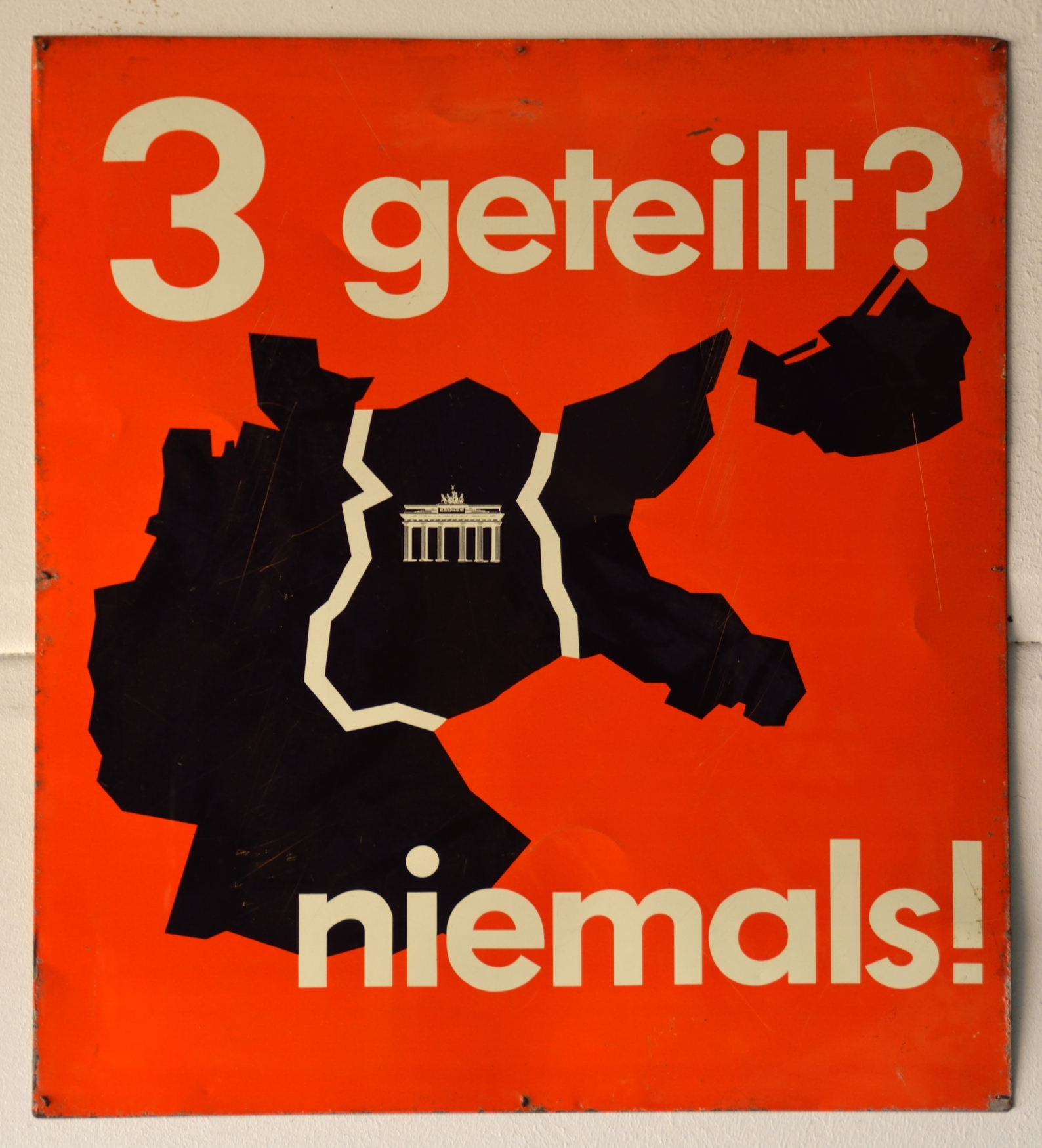
Plakat des Kuratoriums Unteilbares Deutschland, 1956

Gesamtdeutschland 1989, zwei Staaten

Der Germanist Martin Wengeler definiert den Ausdruck Gesamtdeutschland, wie er in der Ära Adenauer verwandt wurde, als politische Wunschvorstellung, von der viele Sprecher jedoch annahmen, sie existiere auch de jure, und deren Verwirklichung sie anstrebten. Somit schwankte dieses Wort im Gebrauch zwischen einer Programmvokabel und der Referenz auf einen realen Zustand. Gemeint war damit „das ehemals deutsche Gebiet, das – zumindest nach dem Willen der in Deutschland politisch Handelnden – ‚wiedervereinigt‘ werden sollte“. Synonym dafür wurden die Ausdrücke Unteilbares Deutschland und Deutschland als Ganzes verwendet, wobei jeweils nur aus dem Kontext klar wurde, ob Deutschland in den Grenzen von 1937 oder die Bundesrepublik mit der DDR gemeint war. Als Zustandsbezeichnung bezog sich Gesamtdeutschland auf eine behauptete territoriale Einheit und als Programmbezeichnung auf ein Ziel, auf das man zuarbeitete. Wie groß Gesamtdeutschland war oder sein sollte, blieb dabei unklar. Die offizielle Adenauerpolitik tendierte wegen der Nichtanerkennung der Oder-Neiße-Linie zu einer weiten Gebietsauslegung, während sich aufgrund der realen politischen Möglichkeiten – außer bei Vertriebenenpolitikern – eine enge Gebrauchsweise durchsetzte. Damit konnte von Rednern und Rezipienten der ambivalente Begriff je nach politischer Haltung unterschiedlich verstanden werden. 1969 wurde das bundesdeutsche Ministerium für gesamtdeutsche Fragen in Ministerium für innerdeutsche Angelegenheiten umbenannt. Deutsch-deutsch verdrängte gesamtdeutsch zunehmend. Bis zur Zeit der Wende in der DDR veränderte sich dabei die Verwendung des Adjektivs gesamtdeutsch. Es wurde nur noch für die beiden deutschen Staaten gemeinsam betreffend verwendet. Das negativ konnotierte großdeutsch wurde für Deutschland in den Grenzen von 1937 herangezogen.

## Wortgebrauch nach der Wiedervereinigung

Gesamtdeutschland 1990, ein Staat

Der Begriff wird mitunter auch für die Bundesrepublik Deutschland nach der Wiedervereinigung 1990 gebraucht. Seither spricht man vielmehr von „Deutschland“ oder, wenn der Aspekt der Vereinigung besonders betont werden soll, vom vereinten oder vereinigten Deutschland.

## Belege
1. ↑  Hans-Christof Kraus: Kleindeutsch – Großdeutsch – Gesamtdeutsch? Eine Historikerkontroverse der Zwischenkriegszeit. In: Alexander Gallus u. a. (Hrsg.): Deutsche Kontroversen. Festschrift für Eckhard Jesse, Baden-Baden 2013, S. 71–86.
2. ↑  Martin Wengeler: Die Deutschen Fragen. Leitvokabeln der Deutschlandpolitik. In: derselbe, Frank Liedtke, Karin Böke: Politische Leitvokabeln in der Adenauer-Ära. Walter de Gruyter, Berlin 1996, ISBN 3-11-014236-8, S. 325–377, hier S. 330 und 373.
3. ↑  Martin Wengeler: Die Deutschen Fragen. Leitvokabeln der Deutschlandpolitik. S. 374 f.
4. ↑  Ute Röding-Lange: Bezeichnungen für 'Deutschland' in der Zeit der „Wende“. Würzburger Beiträge zur deutschen Philologie, Königshausen & Neumann, Würzburg 1996, ISBN 3-8260-1300-X, S. 276 f.
5. ↑  Tag der Deutschen Einheit – 3. Oktober 2021. 31 Jahre Deutsche Einheit, Landeszentrale für politische Bildung Baden-Württemberg, abgerufen am 24. August 2021; Helmut Laumer: Makroökonomische Lage in Gesamtdeutschland nach der Wiedervereinigung, in: Kurt Vogler-Ludwig (Hrsg.): Perspektiven für den Arbeitsmarkt in den neuen Bundesländern, ifo Studien zur Arbeitsmarktforschung / 7, München 1991, S. 19–34.
6. ↑  In dem Vertrag über die abschließende Regelung in Bezug auf Deutschland (Zwei-plus-Vier-Vertrag), der am 12. September 1990 in Moskau unterzeichnet wurde und am 15. März 1991 in Kraft trat, verzichteten die ehemaligen Besatzungsmächte („Vier Mächte“) auf ihre Vorbehalte und der Bundesrepublik, die nunmehr als „vereintes Deutschland“ begriffen wird, wurde die volle Souveränität zugebilligt. Vgl. Art. 7 Abs. 2 Zwei-plus-Vier-Vertrag; ferner vgl. Hanns Jürgen Küsters: Von der beschränkten zur vollen Souveränität Deutschlands, in: Aus Politik und Zeitgeschichte (APuZ), 17/2005 vom 25. April 2005, Bonn, S. 3–9.
7. ↑  Vgl. Erklärung der Bundesregierung zum Vertrag über die abschließende Regelung in bezug auf Deutschland durch den Bundesminister des Auswärtigen, Hans-Dietrich Genscher, am 20. September 1990, Deutscher Bundestag, Plenarprotokolle, 11. Legislaturperiode, 226. Sitzung, S. 17803D; Knut Ipsen, Walter Poeggel (Hrsg.): Das Verhältnis des vereinigten Deutschlands zu den osteuropäischen Nachbarn – zu den historischen, völkerrechtlichen und politikwissenschaftlichen Aspekten der neuen Situation. Wissenschaftliche Konferenz anläßlich des 50. Jahrestages der Beendigung des Zweiten Weltkrieges (= Bochumer Schriften zur Friedenssicherung und zum Humanitären Völkerrecht; Bd. 21). Brockmeyer, Bochum 1993, ISBN 3-8196-0177-5.